# مادمازل دوموپن
مادمازل دو موپن (به فرانسوی: Mademoiselle de Maupin) نام رمانی از تئوفیل گوتیه نویسنده فرانسوی است.
این رمان درباره داستان دختر جوانی است که خود را به شکل پسران در آورد و در اماکن ظاهر می‌شد. در این میان دختری عاشق زیبایی او می‌شود. و از طرفی او از خانواده‌ای ثروتمنداست. در میان خواستگارانی دارد که علاقه‌ای به ازدواج با آن‌ها ندارد. و او با نقش پسر جوان به مبارزه با رقیب عشقی خود می‌پردازد.

## منبع
- مشارکت‌کنندگان ویکی‌پدیا. «Mademoiselle de Maupin». در دانشنامهٔ ویکی‌پدیای فرانسوی، بازبینی‌شده در ۱ مارس ۲۰۱۴.